# Epidendrum pteroglottis
Epidendrum pteroglottis är en orkidéart som beskrevs av Rudolf Schlechter. Epidendrum pteroglottis ingår i släktet Epidendrum och familjen orkidéer.
Artens utbredningsområde är Ecuador. Inga underarter finns listade i Catalogue of Life.